# Temple of the Dog
Temple Of The Dog foi um supergrupo grunge formado em Seattle, em 1990, Feito por Chris Cornell, vocalista do Soundgarden, como um tributo a Andrew Wood, vocalista do Malfunkshun e do Mother Love Bone e seu amigo. A formação consistia de Stone Gossard na guitarra rítmica, Jeff Ament no baixo (ambos ex-membros do Mother Love Bone), Mike McCready na guitarra líder, Matt Cameron na bateria e Eddie Vedder  até então desconhecido de todos e naquele momento morava na Casa e era apadrinhado por Chris Cornell fornecendo um dueto com Cornell em "Hunger Strike" e os vocais de apoio.
A banda lançou seu único álbum, o auto-intitulado Temple of the Dog, em 16 de abril de 1991 pela A&M Records. Apesar de ganhar elogios dos críticos musicais na época de seu lançamento, o álbum não foi amplamente reconhecido até 1992, depois de Vedder, Ament, Gossard e McCready terem reconhecimento mundial com o primeiro álbum do Pearl Jam, Ten, que alcançou o topo das paradas norte-americanas em seis meses e vendeu mais de um milhão de cópias. 
Até então o Projeto do Chris Cornell era desconhecido pela Mídia, tanto o Projeto e a ideias, em 1992 integrantes do Pearl Jam com sucesso no mundo todo, divulgaram o trabalho do Chris, mostrando suas Raízes, Com esse Projeto onde Chris Cornell  numa tacada só, Juntou de vez  Ament, Gossard e McCready a seguir em Frente chamando o seu amigo e ''Afilhado'' Eddie Vedder a formaram o  Pearl Jam. 

## História
O Temple of the Dog foi mais um projeto temporário de alguns amigos em homenagem ao cantor Andrew Wood do que propriamente uma banda. Andrew foi vocalista das bandas Mother Love Bone e Malfunkshun, bandas pioneiras do grunge, e morreu em Março de 1990, vítima de uma overdose de heroína.
Fizeram parte desse projeto: dois membros dos Soundgarden, o vocalista Chris Cornell (que conhecia Andrew, pois havia sido seu companheiro de quarto em Seattle) e o baterista Matt Cameron; dois ex-membros do Mother Love Bone, o guitarrista Stone Gossard e o baixista Jeff Ament; além de dois ainda desconhecidos amigos de Gossard, o vocalista Eddie Vedder e o guitarrista Mike McCready.
Gravaram um único álbum auto-intitulado, que saiu pela A&M Records, em 1991. O disco recebeu críticas positivas, mas só recebeu a atenção que merecia depois que os Pearl Jam (banda formada por Gossard, Ament, Vedder e McCready após o fim do Temple of the Dog) tiveram reconhecimento mundial com seu primeiro disco chamado Ten.
O nome Temple of the Dog foi tirado de uma das músicas compostas por Andrew para o Mother Love Bone, chamada “Man of Golden Words”. Destacam-se nesse disco algumas excelentes músicas como “Say Hello 2 Heaven” e “Reach Down” (ambas compostas por Chris Cornell quando soube da morte do antigo amigo), além da bela “Hunger Strike”, onde Cornell e Vedder protagonizam um inesquecível dueto.
Depois do fim dessa homenagem, Matt Cameron e Cornell voltam para o Soundgarden (após o fim do Soundgarden em 1997, Matt Cameron se juntou ao Pearl Jam) e o resto, como dito acima, forma o Pearl Jam que hoje é uma das mais populares bandas nascidas na efervescente Seattle do início década de 90.
Logo após a finalização do álbum, aconteceu o único show dos Temple of the Dog, em 13.11.1990. Em Setembro de 1992, os membros se reúnem pela última vez, no último show do festival Lollapallooza daquele ano (que contava com a presença dos Soundgarden e dos Pearl Jam). Casualmente, tem acontecido reuniões do grupo, quando Cornell participa de shows do Pearl Jam (já que Cameron é baterista da banda de Eddie Vedder desde 1998, um ano após o fim do Soundgarden. Geralmente nessas oportunidades, se ouve Hunger Strike e Reach Down. A mais recente apresentação foi no dia 4 de setembro de 2011 em comemoração do 20° aniversário do Pearl Jam
Em 2016, Jeff Ament falou sobre a importância de gravar o disco do Temple of the Dog: "Nós tínhamos a nossa própria cena, mas éramos cínicos quanto ao que estava acontecendo no resto do mundo. Não tínhamos ideia se as músicas seriam ouvidas em grande escala. Mas depois do que aconteceu com Andy [Andrew Wood], a gente não sabia como lidar com as coisas. Meus pais estavam longe. Eu não tinha ninguém por perto com quem conversar sobre as coisas. Gravar esse disco ajudou no processo. Nos ajudou a entender a perda de um amigo." Sobre a gravação de "Hunger Strike", Ament declarou: "Eu me lembro que Ed [Eddie Vedder] estava sentando no canto do estúdio, compondo e desenhando em seu diário, se mantendo ocupado. Eu acho que fizemos as sessões do Temple depois das sessões do Pearl Jam. Aí tinha a parte dos vocais de ‘Hunger Strike’ onde Chris estava tentando colocar vários vocais, da forma como o verso cai em cima do refrão. Acho que uma hora Ed simplesmente foi ao microfone e cantou a outra parte. Chris apenas disse, ‘Bem, por que você não canta essa parte?’."
O grupo fez uma digressão com cinco concertos nos Estados Unidos em 2016. Os concertos foram anunciados por Chris Cornell e também nas páginas oficiais de Pearl Jam e Temple of the Dog. Os concertos em Philadelphia, Nova Iorque, São Francisco, Los Angeles e Seattle aconteceram entre 4 e 20 de novembro.

## Membros
- Chris Cornell – compositor, guitarra, vocal
- Eddie Vedder – vocal (dueto), vocal de apoio
- Mike McCready – guitarra líder
- Stone Gossard – compositor, guitarra rítmica
- Jeff Ament – baixo, compositor
- Matt Cameron – bateria

## Discografia
A discografia do Temple of the Dog consiste de apenas um álbum auto-intitulado, lançado pela A&M Records em 16 de abril de 1991. Desse álbum, foram lançados três singles: "Hunger Strike", "Say Hello 2 Heaven" e "Pushin Forward Back". O álbum conseguiu a certificação platina nos Estados Unidos e no Canadá.
O álbum entrou na lista dos "500 Melhores Álbuns de Todos os Tempos" feita pela Rolling Stone.